# Landhuis Daniel
Landhuis Daniel is een vroeger plantagehuis in het westen van Curaçao. Wegens de slechte kwaliteit van de grond werd het aanvankelijk Malpais genoemd.

## De plantage
De plantage is waarschijnlijk in 1711 gesticht door Daniel Ellis, een Engelsman die werkte bij de West-Indische Compagnie. (Andere bronnen noemen 1650 en 1661 als stichtingsdatum.) In 1867 kocht Lourens Serni de plantage. Hij was een gemanumitteerde tot slaaf gemaakte die van beroep slachter was. In 1873 hield hij achthonderd schapen en geiten en veertig koeien, het vlees verkocht hij in Willemstad. In 1894 werd de plantage verkocht aan een andere voormalige tot slaaf gemaakte, Adolph van Uytrecht, een zoon van Willem van Uytrecht (overleden in 1893) en zijn slavin Françoise Serafina de Condé.

## Het landhuis
Het landhuis is in de achttiende eeuw gebouwd en is daarmee een van de oudere landhuizen van Curaçao. Het heeft een T-vorm met een hoog zadeldak en vier dakkapellen. Aan drie zijden is een smalle galerij met een lessenaarsdak. Het landhuis heeft een tuitgevel met een gebogen afdekking. Ook de regenbak, die aan het huis verbonden is door een gootboog, heeft een hoog zadeldak tussen gevels met dezelfde gebogen afdekking. Links van het landhuis bevinden zich de ruïnes van een mangasina (opslagruimte) en de vermoedelijke voormalige slavenverblijven, waarin nu enkele gastenkamers zijn.
Daniel heeft niet lang als plantagehuis gediend, geruime tijd was het een herberg. Vanaf het midden van de twintigste eeuw raakte het in verval en in 1976 stonden nog alleen de muren overeind. De ruïne werd gekocht door een plaatselijke aannemer, gerestaureerd en ingericht met antiek meubilair. Van 1983 tot 1997 werd het geëxploiteerd als hotel annex duikcentrum, van 2009 tot 2011 was er een duikschool gevestigd. Sindsdien is het een hotel-restaurant met een galerie.
De huidige eigenaar heeft een groot overdekt terras voor het landhuis laten aanleggen. Enkele maanden later werd het tot beschermd monument verklaard.

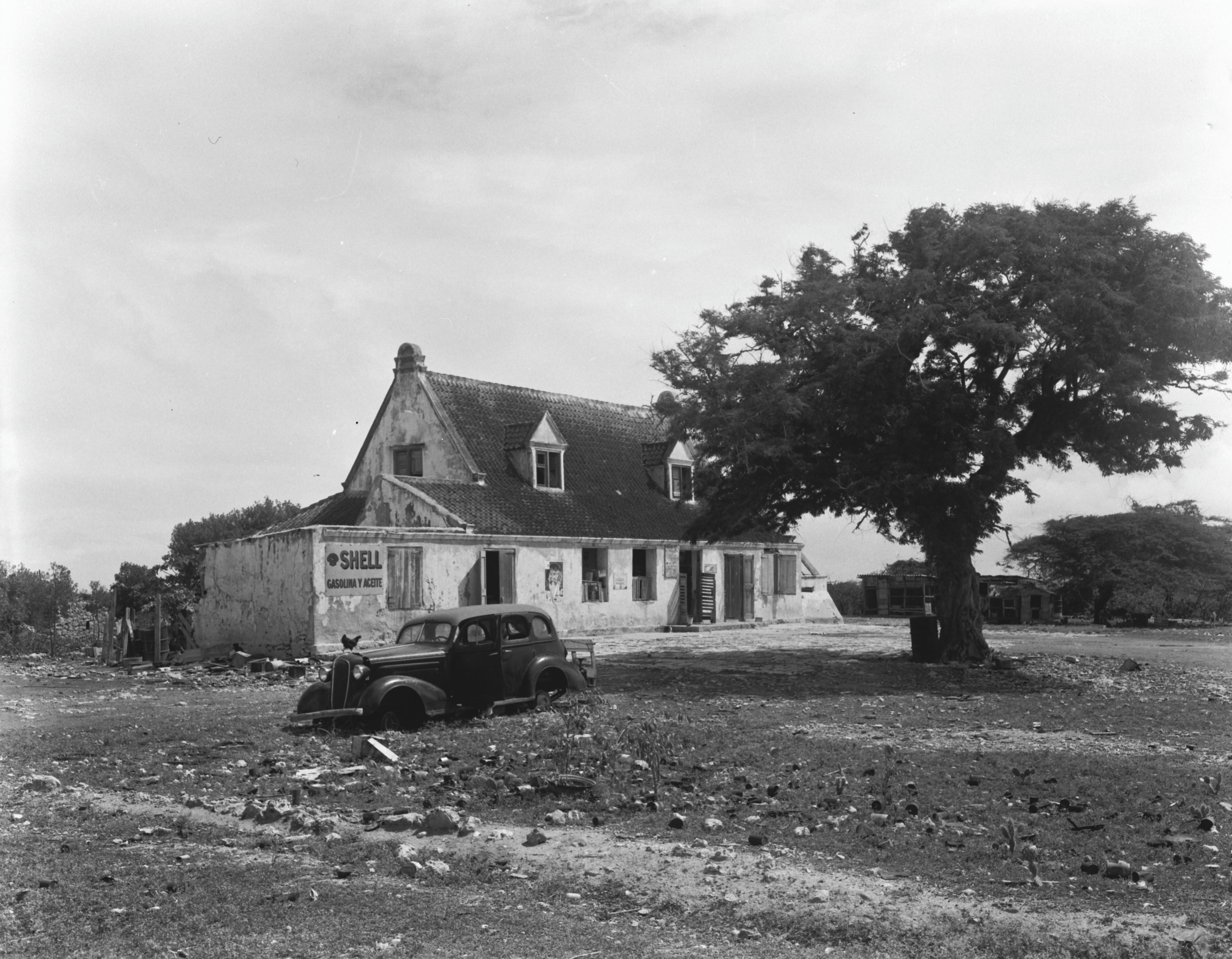
Voorgevel in 1954
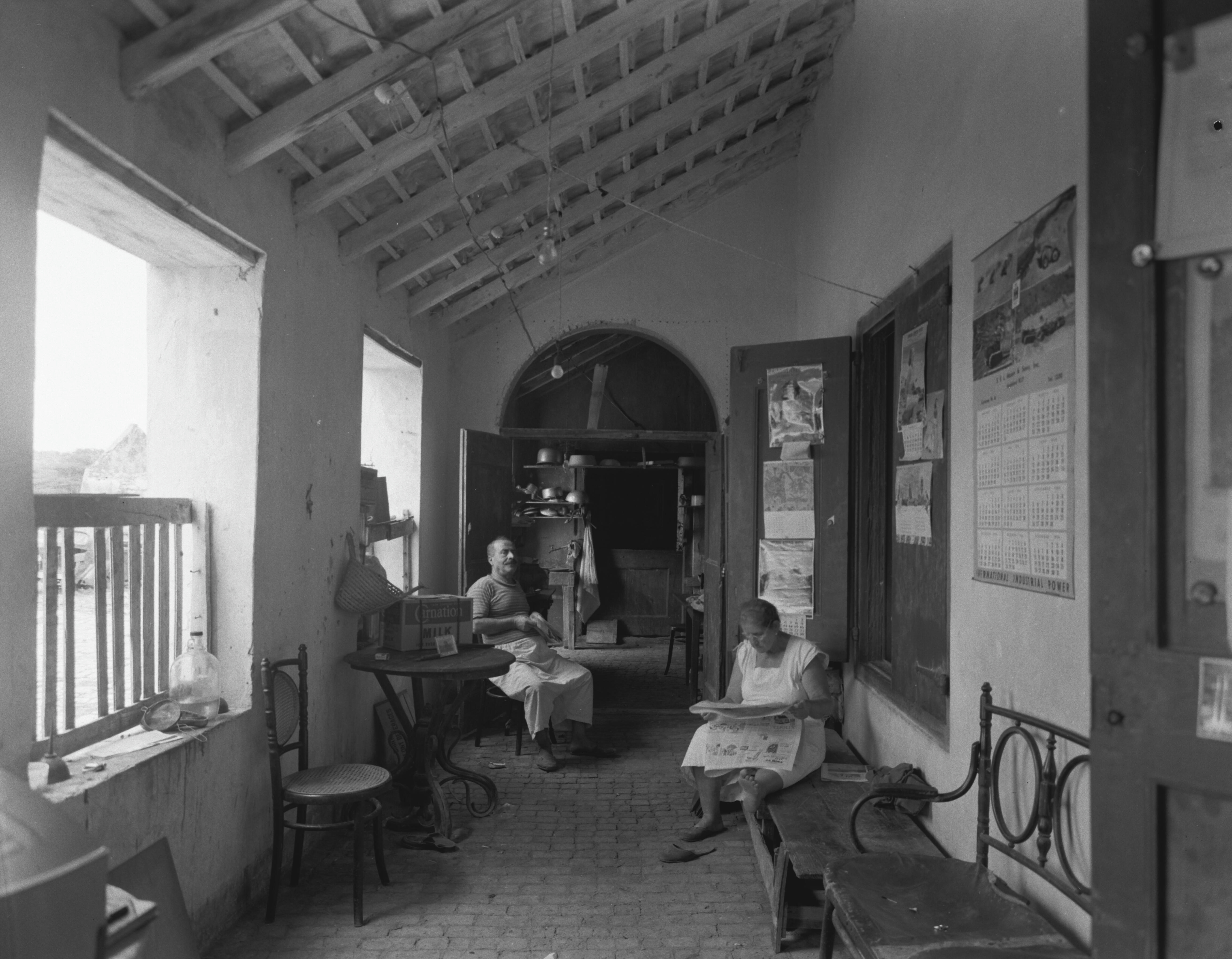
Voorgalerij in 1954
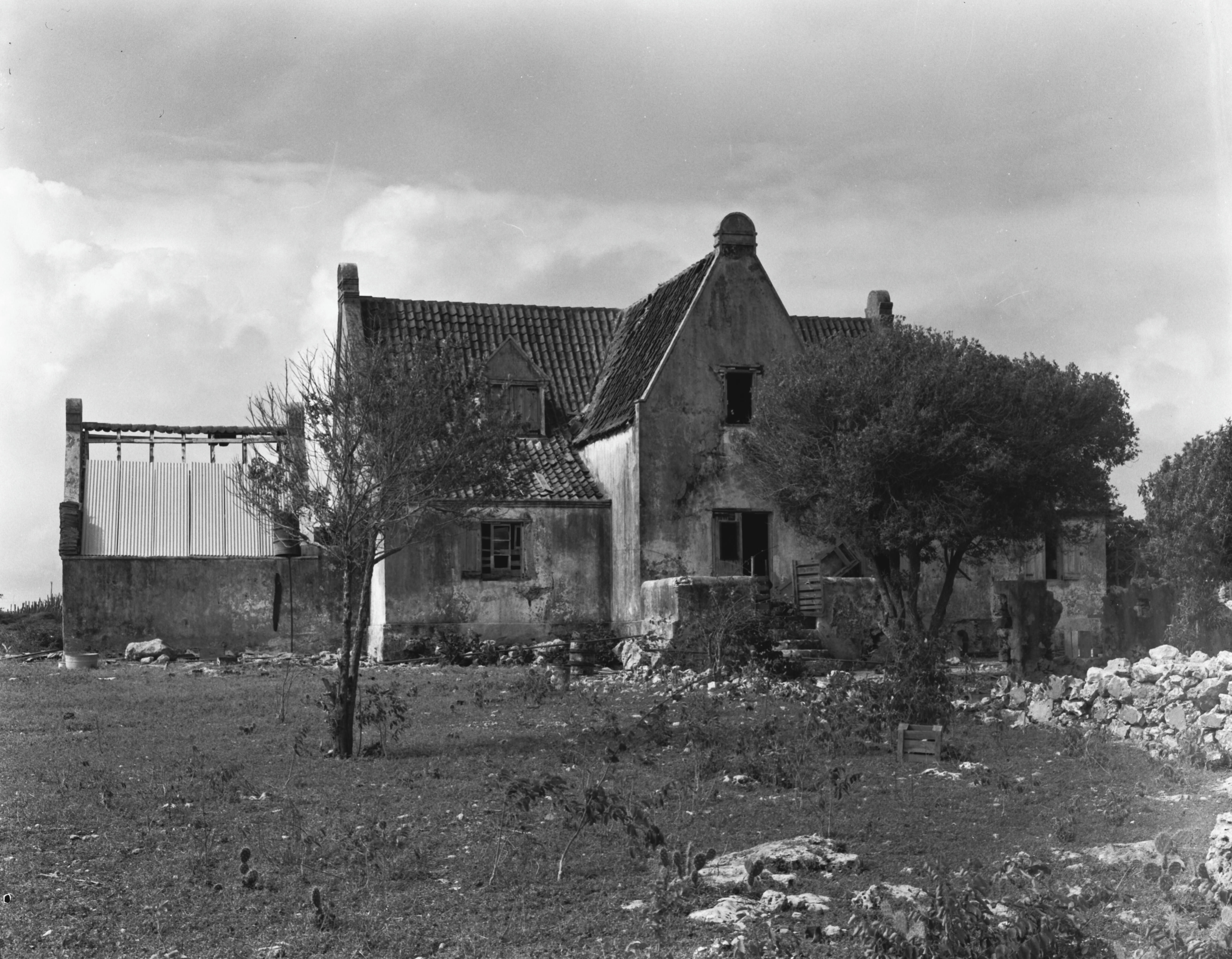
Achterzijde in 1954